# Haslett (Michigan)
Pour les articles homonymes, voir Haslett.
Haslett est une communauté non incorporée et une census-designated place (CDP) située dans le comté d’Ingham, dans l’État américain du Michigan. Elle est située principalement dans le township de Meridian Charter avec une petite partie s’étendant vers l’est dans celui de Williamstown. Lors du recensement de 2010, sa population s’élevait à 19 220 habitants.  Haslett dispose son propre district scolaire, ainsi que son propre bureau de poste.

## Historique
Haslett est nommé d’après James et Sarah Haslett, un couple qui a fondé le camp spiritualiste sur la rive du lac Pine (nom original du lac Lansing). À la fin des années 1800, des milliers de spiritualistes descendirent à Haslett Park pour des réunions d’été, des lectures, des conférences et des séances. M. Haslett avait espéré faire de son camp le quartier général national du mouvement spiritualiste. Sa mort prématurée en 1891 et le déclin du mouvement spiritualiste amènent sa veuve à vendre la terre à la Haslett Park Association en 1898. Les nouveaux propriétaires ont transformé le terrain en une destination récréative estivale, où finalement, montagnes russes en bois figure-8 et autres manèges de carnaval ont été ajoutés, établissant ainsi ce qui est devenu connu sous le nom de parc d’attractions du lac Lansing. Une ligne de Trolley a été construite afin que les gens puissent voyager de la capitale de l’État, Lansing, au nouveau centre de loisirs. 
La ville de Haslet, au Texas, est nommée d’après Haslett du Michigan (la communauté texane est orthographiée avec un « t »). La ville texane a reçu son nom d’un cheminot qui a déménagé du Michigan au Texas à la fin des années 1800.

## Source
- (en) Cet article est partiellement ou en totalité issu de l’article de Wikipédia en anglais intitulé « Haslett, Michigan » (voir la liste des auteurs).